# Volker Treier
Volker Treier (* 6. August 1969 in Creglingen) ist ein deutscher Wirtschaftswissenschaftler. Er ist seit 2014 Außenwirtschaftschef der DIHK sowie Mitglied der Hauptgeschäftsführung und verantwortlich für die Bereiche International, Europäische Union und die Auslandshandelskammern.  Zuvor war er DIHK-Chefvolkswirt.
Treier absolvierte ab 1990 ein Studium der Volkswirtschaftslehre in Bamberg und Budapest. Er promovierte anschließend zum Dr. rer. pol. in Bamberg zum Thema "Fiskalwettbewerb in Mittel- und Osteuropa: Realität oder Fiktion?" und arbeitete bis 2002 als wissenschaftlicher Mitarbeiter am Lehrstuhl für Finanzwissenschaft der Universität Bamberg und als Projektmitarbeiter am DAAD-Projekt "Internationalisierung des Curriculums in European Economics Bamberg-Budapest-Tirana-Sarajevo". Von 1998 bis 2002 war Treier nebenberuflicher Dozent für VWL und BWL bei der IHK Oberfranken. 
Treier war 2006/2007 Leiter des Referats "Konjunktur- und Wachstumspolitik, Konjunkturanalyse, Wirtschaftspolitische Unternehmensbefragungen" und Beauftragter für die Sonderaufgabe "Europapolitisches Controlling" beim DIHK, von 2008 bis 2010 Geschäftsführer der DIHK-Gesellschaft für berufliche Bildung, Organisation zur Förderung der IHK-Weiterbildung mbH in Bonn sowie stellvertretender Leiter des DIHK-Bereichs "Berufliche Bildung, Bildungspolitik" sowie von 2011 bis 2014 Leiter des DIHK-Bereichs "Wirtschaftspolitik, Mittelstand, Innovation" und DIHK-Chefvolkswirt.

## Veröffentlichungen (Auswahl)
- Unemployment in reforming countries : causes, fiscal impacts and the success of transformation, Bamberg 1999.
- Steuerwettbewerb in Mittel- und Osteuropa : eine Einschätzung anhand der Messung effektiver Grenzsteuersätze, Bamberg 2001.
- Fiskalwettbewerb in Mittel- und Osteuropa: Realität oder Fiktion? : eine kritische Auseinandersetzung über mögliche Auswirkungen auf den Transformationsprozeß, Bamberg 2002.
- Europa – wie es die Unternehmen sehen : Online-Befragung des unternehmerischen Ehrenamtes der IHK-Organisation, Berlin/Brüssel 2006. (zusammen mit Thomas Ilka)